# Karen Blixen-medaljen
Karen Blixen-medaljen är en medalj som delas ut av Danska akademien till utländska författare. 
Medaljen är den högsta utmärkelsen som ges till utländska författare i Danmark och instiftades 1984, för att utdelas första gången 1985 i samband med hundraårsfirandet av Karen Blixens födelse. Den har hittills delats ut sex gånger.

## Prismottagare
- Astrid Lindgren 1985
- William Heinesen 1985
- Vaclav Havel 1997
- Einar Már Guðmundsson och Thór Vilhjálmsson 1999
- Lars Roar Langslet 2006
- Vigdís Finnbogadóttir 2012